# 플람스브라반트주

플람스브라반트주의 위치

플람스브라반트주의 지방 자치체

플람스브라반트주(네덜란드어: Provincie Vlaams-Brabant, 프랑스어: Province de Brabant flamand)는 벨기에 중부 플랑드르 지방에 위치한 주로 주도는 뢰번이며 면적은 2,106km2, 인구는 1,086,446명(2011년 1월 1일 기준), 인구 밀도는 520명/km2이다.
1995년 브라반트주를 3개 행정 구역(플람스브라반트주, 브라방왈롱주, 브뤼셀 수도 지역)으로 분할하면서 신설되었는데 이는 벨기에 국토 전체를 3개 지역(플랑드르 지역, 왈롱 지역, 브뤼셀 수도 지역)으로 분할하기 위한 과정의 일환이었다. 북쪽에서 시계 방향으로 안트베르펜주, 림뷔르흐주, 리에주주, 브라방왈롱주, 에노주, 오스트플란데런주와 접하며 브뤼셀 수도 지역을 둘러싸고 있다. 2개 행정구와 60개 지방 자치체를 관할한다.

주기
주 문장

## 같이 보기
- 브라반트 공국